# Charles Wallace Midgley
Charles Wallace Midgley   (Lewisham, 23 de març de 1885 - Barcelona, 13 de desembre de 1942)

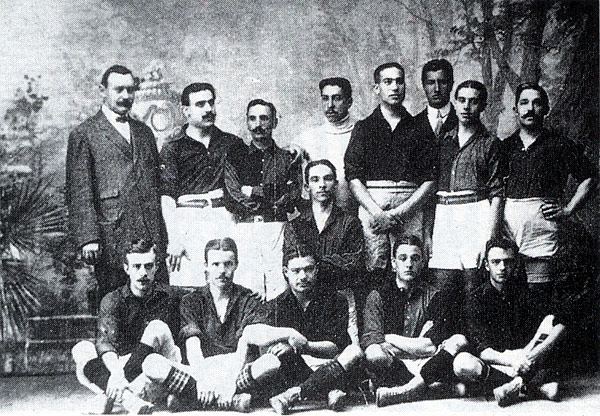
Equip del Futbol Club Barcelona, guanyador del campionat de 1910 i del qual en formà part.

 fou un futbolista anglès de les dècades de 1900 i 1910.

## Trajectòria
Fou germà gran del també futbolista Percival Wallace. Jugà al FC Internacional la temporada 1905-1906 i al FC Català la següent. El 1907 fitxà pel FC Barcelona. Al Barcelona jugà la major part de la seva carrera esportiva arribant a ser capità de l'equip. El 1911 alguns jugadors del Barcelona abandonaren l'entitat per divergències econòmiques. Charles fitxà pel RCD Espanyol, juntament amb el seu germà i poc abans de finalitzar l'any ambdós ingressaren al Casual SC, juntament amb altres dissidents barcelonistes com Josep Quirante i Carles Comamala. El 1913 el Casual desaparegué i els germans Wallace retornaren de nou al FC Barcelona. En total Charles disputà 102 partits i marcà 105 gols al Barcelona.

## Palmarès
FC Barcelona
- Campionat d'Espanya de futbol:
  - 1909-10
- Campionat de Catalunya de futbol:
  - 1908-09, 1909-10, 1910-11
- Copa dels Pirineus:
  - 1909-10, 1910-11

RCD Espanyol
- Campionat de Catalunya de futbol:
  - 1911-12